# Portugal Tem Talento
Portugal Tem Talento foi um programa de televisão português baseado no formato original britânico de talent show Britain's Got Talent e adaptado pela SIC.
Produzido pela FremantleMedia, era emitido aos Domingos à noite com apresentação de Bárbara Guimarães. Os 3 elementos do júri fixo são Ricardo Pais, Conceição Lino e Zé Diogo Quintela.
O programa teve cinco semifinais com oito candidatos cada. Foram emitidas em direto e, de cada uma destas, passaram à final dois concorrentes. O prémio final para o vencedor foi de 100 mil euros.

## Audiências
Os 13 programas registaram 10,5% de audiência média e 30,9% de share. A emissão de estreia, a 30 de Janeiro, observou o melhor resultado: 16,1% de audiência média e 38,4% de share. A partir de 6 de Março iniciaram-se as galas, tendo a primeira registado 11,2% de audiência média e 34,1% de share. Já a final alcançou 8,3% de audiência média e 37% de share.

## 1.ª Edição
A 1.ª edição estreou na SIC em 30 de Janeiro de 2011.

### Semifinais

#### 1.ª Semifinal (6 de Março de 2011)
| Legenda | X Rejeitado | ✔ Voto do Júri | Salvo Pelo Público | Salvo Pelo Júri |

| Ordem | Resultado                 | Artista(s)    | Talento                       | Júri    | Júri      | Júri     |
| Ordem | Resultado                 | Artista(s)    | Talento                       | Ricardo | Conceição | Zé Diogo |
| ----- | ------------------------- | ------------- | ----------------------------- | ------- | --------- | -------- |
| 1     | Eliminado pelo Público    | Yoann Pereira | Breakdance                    | —       | —         | —        |
| 2     | 2.º (Salvo Pelo Júri)     | Tiago Ribeiro | Cantor de Ópera               | ✔       | ✔         | —        |
| 3     | Eliminado pelo Público    | André Martins | Comediante                    | —       | —         | —        |
| 4     | Eliminado pelo Público    | Boneless      | Contorção / Forças Combinadas | —       | —         | —        |
| 5     | Eliminado pelo Público    | Ana Rita      | Cantora                       | —       | —         | —        |
| 6     | 1.º (Salvo Pelo Público)  | Filipe Santos | Beatboxer                     |         |           |          |
| 7     | 3.º (Eliminado pelo Júri) | David Costa   | Concertinista                 | —       | —         | ✔        |
| 8     | Eliminado pelo Público    | Jukebox       | Dança                         | —       | —         | —        |

#### 2.ª Semifinal (13 de Março de 2011)[6]
Convidado Especial: Waterman, o Homem-Água
| Legenda | X Rejeitado | ✔ Voto do Júri | Salvo Pelo Público | Salvo Pelo Júri |

| Ordem | Resultado                 | Artista(s)      | Talento            | Júri    | Júri      | Júri     |
| Ordem | Resultado                 | Artista(s)      | Talento            | Ricardo | Conceição | Zé Diogo |
| ----- | ------------------------- | --------------- | ------------------ | ------- | --------- | -------- |
| 1     | Eliminado pelo Público    | Márcia Moreira  | Fadista            | —       | —         | —        |
| 2     | 1.º (Salvo Pelo Público)  | Gonçalo & Sofia | Ginastas Acrobatas |         |           |          |
| 3     | Eliminado pelo Público    | Sócrates Bôrras | Saxofonista        | —       | —         | —        |
| 4     | 3.º (Eliminado pelo Júri) | All About Dance | Dança              | —       | —         | —        |
| 5     | 2.º (Salvo Pelo Júri)     | Ivo Soares      | Cantor / Músico    | ✔       | ✔         | ✔        |
| 6     | Eliminado pelo Público    | Twins Dance     | Dança com Fogo     | —       | —         | —        |
| 7     | Eliminado pelo Público    | André Castro    | Ilusionista        | —       | —         | —        |
| 8     | Eliminado pelo Público    | Spartans Crew   | Bboying            | —       | —         | —        |

#### 3.ª Semifinal (20 de Março de 2011)[7]
Convidado Especial: Voca People
| Legenda | X Rejeitado | ✔ Voto do Júri | Salvo Pelo Público | Salvo Pelo Júri |

| Ordem | Resultado                 | Artista(s)      | Talento                | Júri    | Júri      | Júri     |
| Ordem | Resultado                 | Artista(s)      | Talento                | Ricardo | Conceição | Zé Diogo |
| ----- | ------------------------- | --------------- | ---------------------- | ------- | --------- | -------- |
| 1     | Eliminado pelo Público    | Rayane          | Ginasta                | —       | —         | —        |
| 2     | Eliminado pelo Público    | Fábio Simões    | Futebolista Freestyler | —       | —         | —        |
| 3     | 1.º (Salvo Pelo Público)  | Eduardo Marques | Cantor de Ópera        |         |           |          |
| 4     | Eliminado pelo Público    | Arte & Dança    | Bailarinos             | —       | —         | —        |
| 5     | Eliminado pelo Público    | Armazém 13      | Acrobatas Aéreos       | —       | —         | —        |
| 6     | Eliminado pelo Público    | António Gomes   | Gaiteiro               | —       | —         | —        |
| 7     | 2.º (Salvo Pelo Júri)     | Momentum Crew   | Breakdance             | ✔       | ✔         | —        |
| 8     | 3.º (Eliminado pelo Júri) | Pantomimas      | Ginastas Acrobatas     | —       | —         | ✔        |

#### 4.ª Semifinal (27 de Março de 2011)[8]
| Legenda | X Rejeitado | ✔ Voto do Júri | Salvo Pelo Público | Salvo Pelo Júri |

| Ordem | Resultado                 | Artista(s)        | Talento              | Júri    | Júri      | Júri     |
| Ordem | Resultado                 | Artista(s)        | Talento              | Ricardo | Conceição | Zé Diogo |
| ----- | ------------------------- | ----------------- | -------------------- | ------- | --------- | -------- |
| 1     | 3.º (Eliminado pelo Júri) | Feedback          | Música               | —       | ✔         | —        |
| 2     | Eliminado pelo Público    | Joana Cardoso     | Contorcionismo       | —       | —         | —        |
| 3     | Eliminado pelo Público    | Diogo Galego      | Dança                | —       | —         | —        |
| 4     | 1.º (Salvo Pelo Público)  | Guilherme Gomes   | Declamação de Poesia |         |           |          |
| 5     | Eliminado pelo Público    | Pupilos do Kuduro | Dança Kuduro         | —       | —         | —        |
| 6     | Eliminado pelo Público    | Bianca Luz        | Acordeonista         | —       | —         | —        |
| 7     | Eliminado pelo Público    | Henrique Moreira  | Canto                | —       | —         | —        |
| 8     | 2.º (Salvo Pelo Júri)     | MAD Stunts        | Coreógrafos de Acção | ✔       | —         | ✔        |

#### 5.ª Semifinal (3 de Abril de 2011)[9]
| Legenda | X Rejeitado | ✔ Voto do Júri | Salvo Pelo Público | Salvo Pelo Júri |

| Ordem | Resultado                 | Artista(s)                 | Talento                   | Júri    | Júri      | Júri     |
| Ordem | Resultado                 | Artista(s)                 | Talento                   | Ricardo | Conceição | Zé Diogo |
| ----- | ------------------------- | -------------------------- | ------------------------- | ------- | --------- | -------- |
| 1     | Eliminado pelo Público    | Line Team Traceurs         | Parkour / Freerunning     | —       | —         | —        |
| 2     | Eliminado pelo Público    | Nilza Brown                | Cantora                   | —       | —         | —        |
| 3     | Eliminado pelo Público    | Walter                     | Dança (Hip Hop)           | —       | —         | —        |
| 4     | Eliminado pelo Público    | Manuel Siqueira            | Guitarrista               | —       | —         | —        |
| 5     | 3.º (Eliminado pelo Júri) | The Ultimate Crew          | Dança (Hip Hop)           | —       | —         | —        |
| 6     | 2.º (Salvo Pelo Júri)     | Andrély                    | Magia                     | ✔       | ✔         | ✔        |
| 7     | Eliminado pelo Público    | Palco Plural               | Dança Contemporânea       | —       | —         | —        |
| 8     | 1.º (Salvo Pelo Público)  | Armazém Aér(i)o & Afidance | Acrobacias Aéreas & Dança |         |           |          |

#### 6.ª Semifinal (10 de Abril de 2011)[10]
| Legenda | X Rejeitado | ✔ Voto do Júri | Salvo Pelo Público | Salvo Pelo Júri |

| Ordem | Resultado                 | Artista(s)      | Talento                 | Júri    | Júri      | Júri     |
| Ordem | Resultado                 | Artista(s)      | Talento                 | Ricardo | Conceição | Zé Diogo |
| ----- | ------------------------- | --------------- | ----------------------- | ------- | --------- | -------- |
| 1     | Eliminado Pelo Público    | Black and Gold  | Hip Hop                 | —       | —         | —        |
| 2     | Eliminado Pelo Público    | Pedro Ribas     | Baterista               | —       | —         | —        |
| 3     | 3.º (Eliminado pelo Júri) | Crassh          | Ritmos de Rua           | —       | —         | —        |
| 4     | Eliminado Pelo Público    | BS5             | Dança                   | —       | —         | —        |
| 5     | 2.º (Salvo Pelo Júri)     | Trial Portugal  | Acrobacias de Bicicleta | ✔       | ✔         | ✔        |
| 6     | Eliminado Pelo Público    | Emad            | Dança Sufi & Tanora     | —       | —         | —        |
| 7     | Eliminado Pelo Público    | Daniela & André | Danças de Salão         | —       | —         | —        |
| 8     | 1.º (Salvo Pelo Público)  | Gimnocerco      | Ginástica Acrobática    |         |           |          |

#### 7ª Semifinal - 13º Finalista (17 de Abrilde2011)[11]
| Legenda | X Rejeitado | ✔ Voto do Júri | Salvo Pelo Público | Salvo Pelo Júri |

| Ordem | Resultado                | Artista(s)         | Talento               | Júri    | Júri      | Júri     |
| Ordem | Resultado                | Artista(s)         | Talento               | Ricardo | Conceição | Zé Diogo |
| ----- | ------------------------ | ------------------ | --------------------- | ------- | --------- | -------- |
| 1     | Eliminado Pelo Público   | Walter             | Dança (Hip Hop)       | —       | —         | —        |
| 2     | Eliminado Pelo Público   | Pantomimas         | Ginastas Acrobatas    | —       | —         | —        |
| 3     | Eliminado Pelo Público   | Nilza Brown        | Cantora               | —       | —         | —        |
| 4     | Eliminado Pelo Público   | António Gomes      | Gaiteiro              | —       | —         | —        |
| 5     | Eliminado Pelo Público   | Line Team Traceurs | Parkour / Freerunning | —       | —         | —        |
| 6     | Eliminado Pelo Público   | Sócrates Bôrras    | Saxofonista           | —       | —         | —        |
| 7     | Eliminado Pelo Público   | The Ultimate Crew  | Dança (Hip Hop)       | —       | —         | —        |
| 8     | 1.º (Salvo Pelo Público) | Feedback           | Música                |         |           |          |

### Grande Final (24 de Abril de 2011)
| Legenda | X Rejeitado | ✔ Voto do Júri | Salvo Pelo Público | Salvo Pelo Júri |

| Ordem | Resultado | Artista(s)                 | Talento                   | Júri    | Júri      | Júri     |
| Ordem | Resultado | Artista(s)                 | Talento                   | Ricardo | Conceição | Zé Diogo |
| ----- | --------- | -------------------------- | ------------------------- | ------- | --------- | -------- |
| 1     |           | Tiago Ribeiro              | Cantor de Ópera           | —       | —         | —        |
| 2     |           | MAD Stunts                 | Coreógrafos de Acção      | —       | —         | —        |
| 3     |           | Andrély                    | Magia                     | —       | —         | —        |
| 4     |           | Feedback                   | Música                    | —       | —         |          |
| 5     |           | Gimnocerco                 | Ginástica Acrobática      | —       | —         | —        |
| 6     |           | Guilherme Gomes            | Declamação de Poesia      | —       | —         | —        |
| 7     |           | Ivo Soares                 | Cantor / Músico           | —       | —         | —        |
| 8     | Vencedor  | Filipe Santos              | Beatboxer                 |         |           |          |
| 9     |           | Armazém Aér(i)o & Afidance | Acrobacias Aéreas & Dança | —       | —         | —        |
| 10    |           | Gonçalo & Sofia            | Ginastas Acrobatas        | —       | —         | —        |
| 11    |           | Eduardo Marques            | Cantor de Ópera           | —       | —         | —        |
| 12    |           | Momentum Crew              | Breakdance                | —       | —         | —        |